# 세-상태
세-상태(Tri-state)는 전자 회로 용어로, 0, 1 의 상태 외에 고저항(Hi-impedance)까지 3가지 상태를 갖는 회로를 뜻한다. 여기서 고저항상태가 뜻하는 바는, 고저항으로 인해 출력 혹은 입력이 영향을 미치지 못하는 상태이다. 보통 회로는 0혹은 1의 상태를 갖는데 비해 세-상태는 고저항으로 갱신하지 못하는 상태를 갖는게 주요 차이점이다. 이와 같은 차이점으로 인해 세-상태의 회로는 한 회로에서 input과 output 양방향 사용이 가능하다.
Input으로 사용할 시에는 해당 회로에서 들어오는 값을 갱신하지 못하는 상태로 만들어 Output을 고저항(Hi-Z)으로 두어 Input되는 값이 변형되는 일이 없도록 하고, Output으로 사용할 시에는 상태를 갱신할 수 있도록 한다.

## 같이 보기
- 3치 논리